# Tava

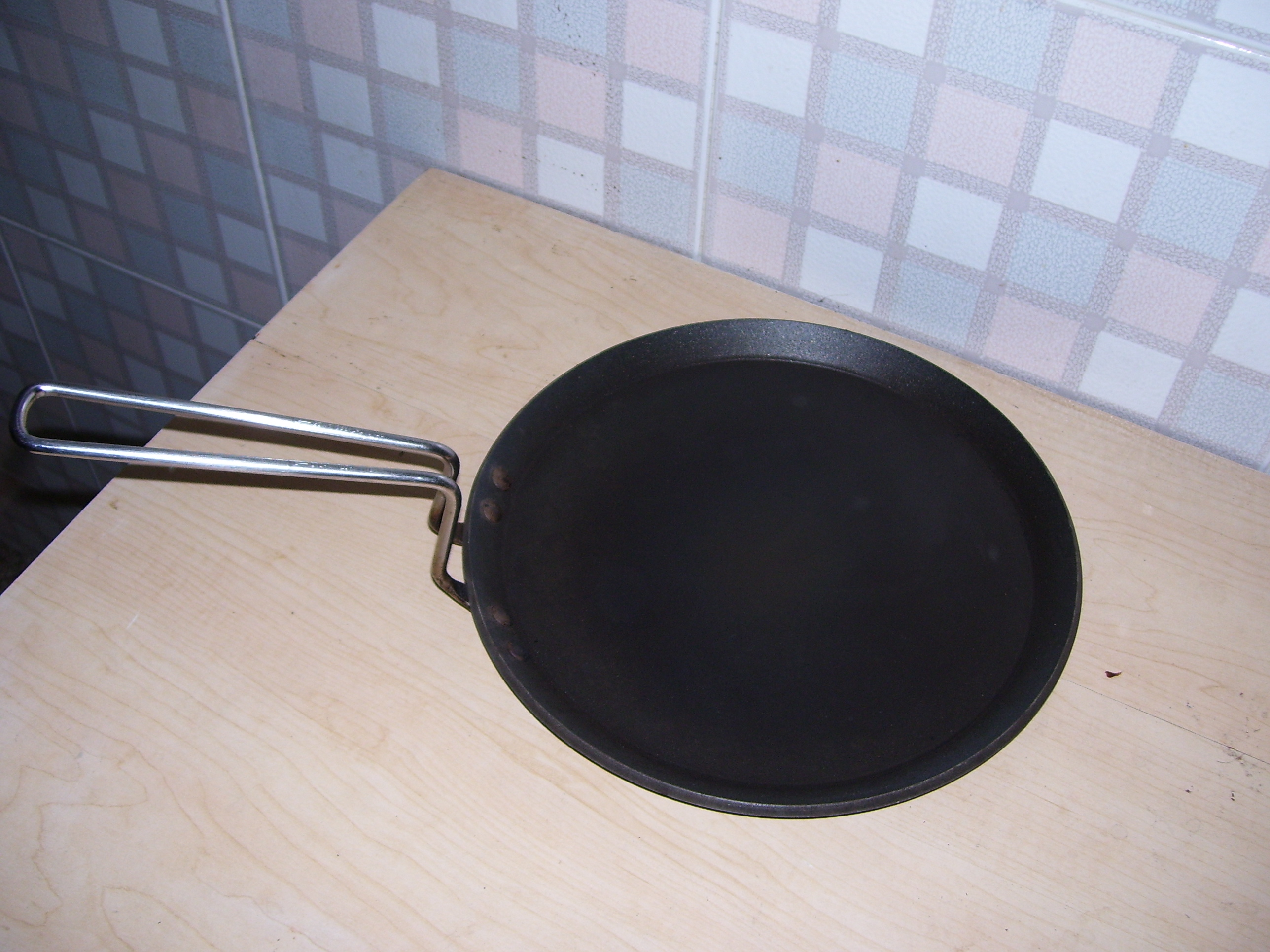
Tawa d'Índia

Una tava(h), tawa(h), teghna(h), tabbakhe(y), tapa, saj, o sac és una paella de fregir còncava o convexa amb forma de disc, normalment feta de ferro de fosa, làmina d'acer o d'alumini. Es fa servir en la gastronomia del sud d'Àsia, l'Àsia central i Àsia occidental o la del Caucas per a guisar una gran varietat de pa pla, o com a paella per a fregir la carn. A Àsia occidental el tava/saj és invariablement convex, mentre al sud d'Àsia del sud pot ser concau o convex.

## Etimologia
En gairebé tots els idiomes indoaris com el punjabí, hindi i urdu tawaa significa paella aquesta paraula està emparentada amb el persa tava(h)/tawa(h), i amb el georgià tapa (ტაფა); mentre que en els idiomes túrquics el terme saj (literalment làmina de metall), s'escriu saç o sac en turc i àrab.

## Usos
Un tava o saj es fa servir per a coure pans plans i creps: pita, naan, marquq, roti, chapati, paratha, chaap, pav bhaji, chaat, dosa, manqúixa i pesarattu.

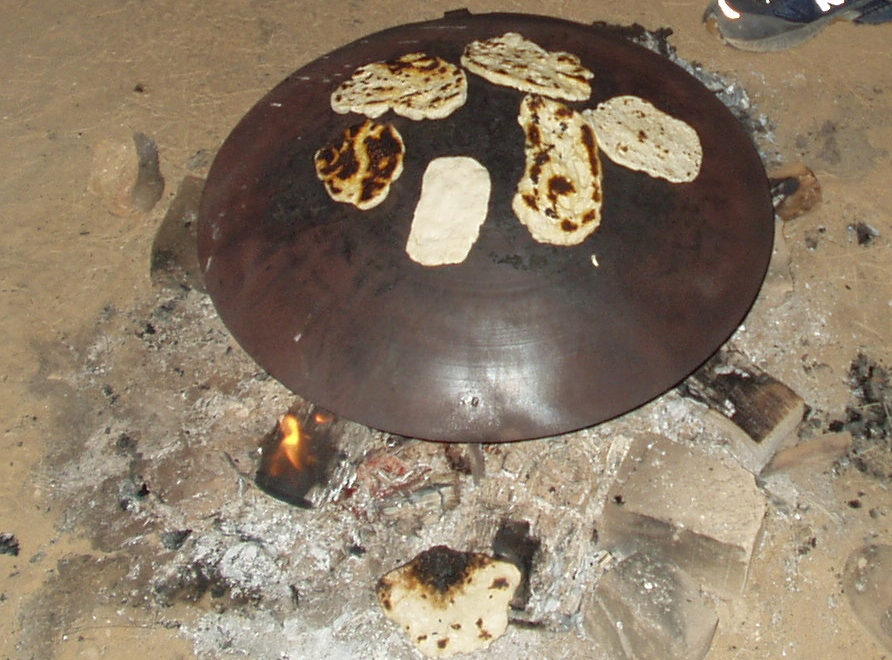
Pa saj cuinat en un 'saj'
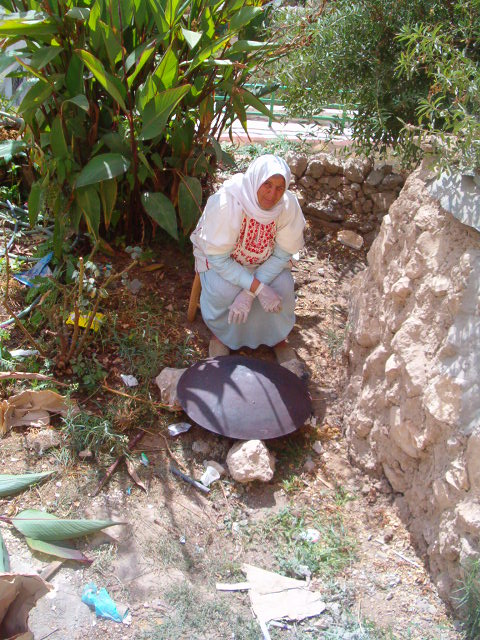
Dona palestina cuinant un pa markook en un saj a Cisjordània.
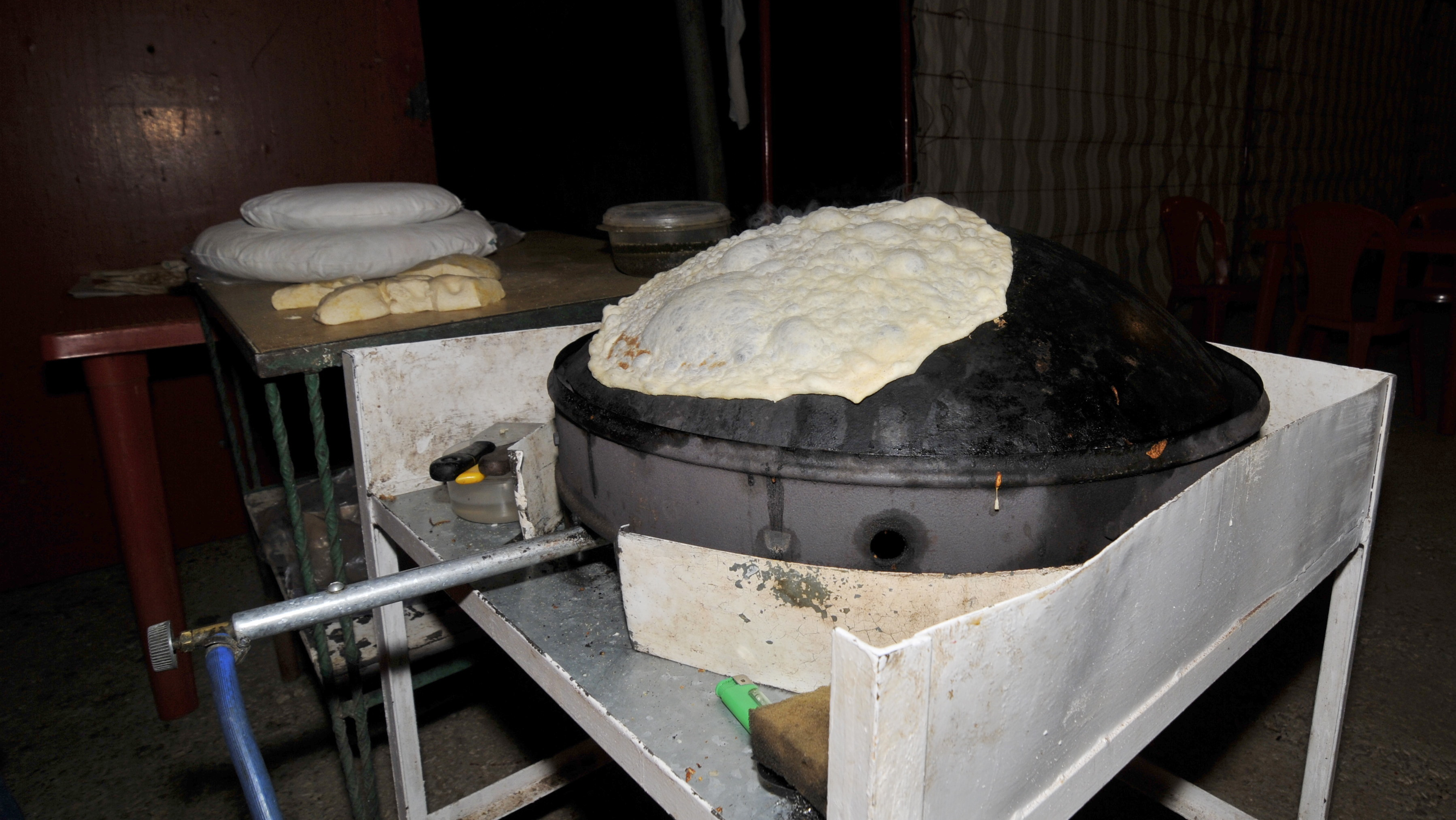
Markook guisant-se en un saj.
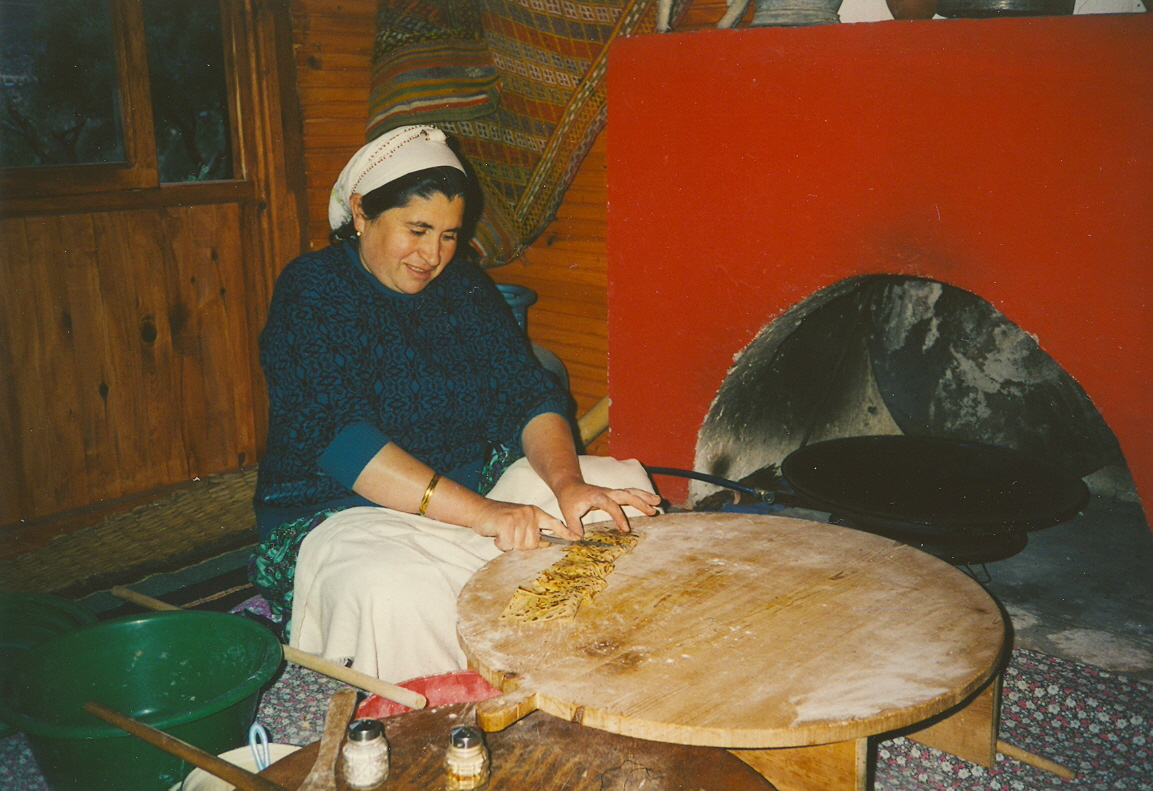
Un saç de gas en un restaurant prop d'Antalya